# Liste der Kulturdenkmale in Littdorf
In der Liste der Kulturdenkmale in Littdorf sind die Kulturdenkmale des Roßweiner Ortsteils Littdorf verzeichnet, die bis März 2024 vom Landesamt für Denkmalpflege Sachsen erfasst wurden (ohne archäologische Kulturdenkmale). Die Anmerkungen sind zu beachten.
Diese Aufzählung ist eine Teilmenge der Liste der Kulturdenkmale in Roßwein.

## Littdorf
| Bild                                    | Bezeichnung                                                                                    | Lage                         | Datierung                                                                                        | Beschreibung | ID       |
| --------------------------------------- | ---------------------------------------------------------------------------------------------- | ---------------------------- | ------------------------------------------------------------------------------------------------ | --- | -------- |
|                                         | Friedenseiche mit Gedenkstein zum Friedensschluss 1870/71 im Deutsch-Französischen Krieg       | An der Schnauder (Karte)     | 1895                                                                                             | Denkmal von ortsgeschichtlichem Wert. Kleinerer Naturstein mit Inschriftentafel: „Diese Eiche pflanzte am 9.9.1895 dem Tage der 25jährigen Wiederkehr des Friedensschlusses 1870/71 der Veteran Johann Wilhelm.“ | 09207694 |
| Direkt Bild zu diesem Denkmal hochladen | Wohnstallhaus eines Bauernhofes, mit zwei Torbögen, Heiste vor dem Haus und altem Schlussstein | An der Schnauder 1 (Karte)   | 2. Hälfte 18. Jahrhundert (Wohnstallhaus); bezeichnet mit 1836 (Schlussstein)                    | Teile eines in seiner Struktur erhaltenen Vierseithofes, original erhaltenes Fachwerk-Gebäude, Hofstruktur schützenswert, baugeschichtlich von Bedeutung. Erdgeschoss massiv, Obergeschoss Fachwerk, im Erdgeschoss Überformungen, Giebelseite massiv. Schlussstein (bezeichnet mit 1836). | 09207695 |
| Direkt Bild zu diesem Denkmal hochladen | Wohnstallhaus eines Vierseithofes                                                              | An der Schnauder 11 (Karte)  | Bezeichnet mit 1869                                                                              | Traditionelles Fachwerk-Gebäude von wissenschaftlich-dokumentarischem Wert. Erdgeschoss massiv, Obergeschoss Fachwerk, späterer massiver Anbau, Satteldach mit Schiefer, Porphyrgewände im Erdgeschoss, Sandsteinportal mit Verdachung, leerstehend, im Bestand gefährdet. | 09207697 |
| Direkt Bild zu diesem Denkmal hochladen | Wohnstallhaus, zwei Seitengebäude, Scheune und Hofpflasterung eines Vierseithofes              | An der Schnauder 18 (Karte)  | 1. Hälfte 19. Jahrhundert (Scheune); 2. Hälfte 19. Jahrhundert (Wohnstallhaus und Seitengebäude) | Ortsbildprägende, authentisch erhaltene Hofanlage, Bestandteil der alten Ortsstruktur, bau- und sozialgeschichtlich von Bedeutung. - Wohnstallhaus: Erdgeschoss massiv, Obergeschoss Fachwerk, Giebelseiten massiv, im Obergeschoss zum Teil breite Fenster, Giebelseite überformt - Seitengebäude: Erdgeschoss massiv, Obergeschoss Fachwerk, Satteldach - Scheune: Fachwerk-Konstruktion, Satteldach, Bruchsteinsockel - 2. Seitengebäude: Erdgeschoss massiv, Obergeschoss Fachwerk, im Erdgeschoss Veränderungen, alte Hofpflasterung erhalten                                                           | 09207689 |
| Direkt Bild zu diesem Denkmal hochladen | Scheune eines Dreiseithofes                                                                    | An der Schnauder 18b (Karte) | 2. Hälfte 19. Jahrhundert                                                                        | Original erhaltene ländliche Gebäude, Bestandteil der alten Dorfstruktur. - Scheune: Steinsockel, darauf Fachwerk-Konstruktion, Satteldach - Seitengebäude (kein Denkmal): massiv, Erdgeschoss mit Überformungen, Obergeschoss originale Gewände, Satteldach | 09207690 |
|                                         | Ehemalige Dorfschmiede und Wohnstallhaus sowie Bauerngarten mit Einfriedung                    | An der Schnauder 21 (Karte)  | 1. Hälfte 19. Jahrhundert (Wohnstallhaus); um 1900 zwei Werkstattgebäude (Schmiede)              | Gut erhaltener Gebäudekomplex von ortsgeschichtlichem und baugeschichtlichem Wert. - Wohnhaus: massives Erdgeschoss mit Stall, Fenster mit Natursteingewänden, Obergeschoss Fachwerk, teils verbrettert, Abschluss durch Satteldach, rückwärtig späterer Anbau, zum Zeitpunkt der Denkmalausweisung waren originale Winterfenster noch vorhanden - Schmiedewerkstatt: auf der gegenüberliegenden Straßenseite, zwei eingeschossige verputzte Ziegelgebäude, 2012 leerstehend - Garten und Einfriedung: seitlich des Wohnhauses befindet sich ein typischer Bauerngarten mit landschaftstypischer Einfriedung | 09207691 |
| Direkt Bild zu diesem Denkmal hochladen | Wohnstallhaus eines großen Vierseithofes und Brunnen                                           | An der Schnauder 22 (Karte)  | Bezeichnet mit 1838                                                                              | Großer imposanter Fachwerk-Bau in gutem Originalzustand, als Zeugnisse ländlichen Bauens und Wirtschaftens von bau- und sozialgeschichtlicher Bedeutung. Erdgeschoss massiv mit schönen Sandsteinportalen (Schlussstein, Verdachung), Krüppelwalmdach, hofseitige Giebelseite massiv, Rückseite Fachwerk verkleidet. | 09207692 |

## Tabellenlegende
- Bild: Bild des Kulturdenkmals, ggf. zusätzlich mit einem Link zu weiteren Fotos des Kulturdenkmals im Medienarchiv Wikimedia Commons. Wenn man auf das Kamerasymbol klickt, können Fotos zu Kulturdenkmalen aus dieser Liste hochgeladen werden:
- Bezeichnung: Denkmalgeschützte Objekte und ggf. Bauwerksname des Kulturdenkmals
- Lage: Straßenname und Hausnummer oder Flurstücknummer des Kulturdenkmals. Die Grundsortierung der Liste erfolgt nach dieser Adresse. Der Link (Karte) führt zu verschiedenen Kartendiensten mit der Position des Kulturdenkmals. Fehlt dieser Link, wurden die Koordinaten noch nicht eingetragen. Sind diese bekannt, können sie über ein Tool mit einer Kartenansicht einfach nachgetragen werden. In dieser Kartenansicht sind Kulturdenkmale ohne Koordinaten mit einem roten bzw. orangen Marker dargestellt und können durch Verschieben auf die richtige Position in der Karte mit Koordinaten versehen werden. Kulturdenkmale ohne Bild sind an einem blauen bzw. roten Marker erkennbar.
- Datierung: Baubeginn, Fertigstellung, Datum der Erstnennung oder grobe zeitliche Einordnung entsprechend des Eintrags in der sächsischen Denkmaldatenbank
- Beschreibung: Kurzcharakteristik des Kulturdenkmals entsprechend des Eintrags in der sächsischen Denkmaldatenbank, ggf. ergänzt durch die dort nur selten veröffentlichten Erfassungstexte oder zusätzliche Informationen
- ID: Vom Landesamt für Denkmalpflege Sachsen vergebene, das Kulturdenkmal eindeutig identifizierende Objekt-Nummer. Der Link führt zum PDF-Denkmaldokument des Landesamtes für Denkmalpflege Sachsen. Bei ehemaligen Kulturdenkmalen können die Objektnummern unbekannt sein und deshalb fehlen bzw. die Links von aus der Datenbank entfernten Objektnummern ins Leere führen. Ein ggf. vorhandenes Icon  führt zu den Angaben des Kulturdenkmals bei Wikidata.